# Hassan Rahimi
Hassan Rahimi (حسن رحيمى), né le 15 juin 1989 à Téhéran, est un lutteur libre iranien.

## Biographie
Le 19 août 2016, il obtient la médaille de bronze aux Jeux olympiques de Rio en catégorie des moins de 57 kg après sa défaite en demi-finale face au japonais Rei Higuchi et sa victoire lors du match pour le bronze face au cubain Yowlys Bonne.
En 2013, il était devenu champion du monde avec une victoire en finale face à l'indien Amit Kumar sur le score serré de 2 à 1.